# Mats Wallenius

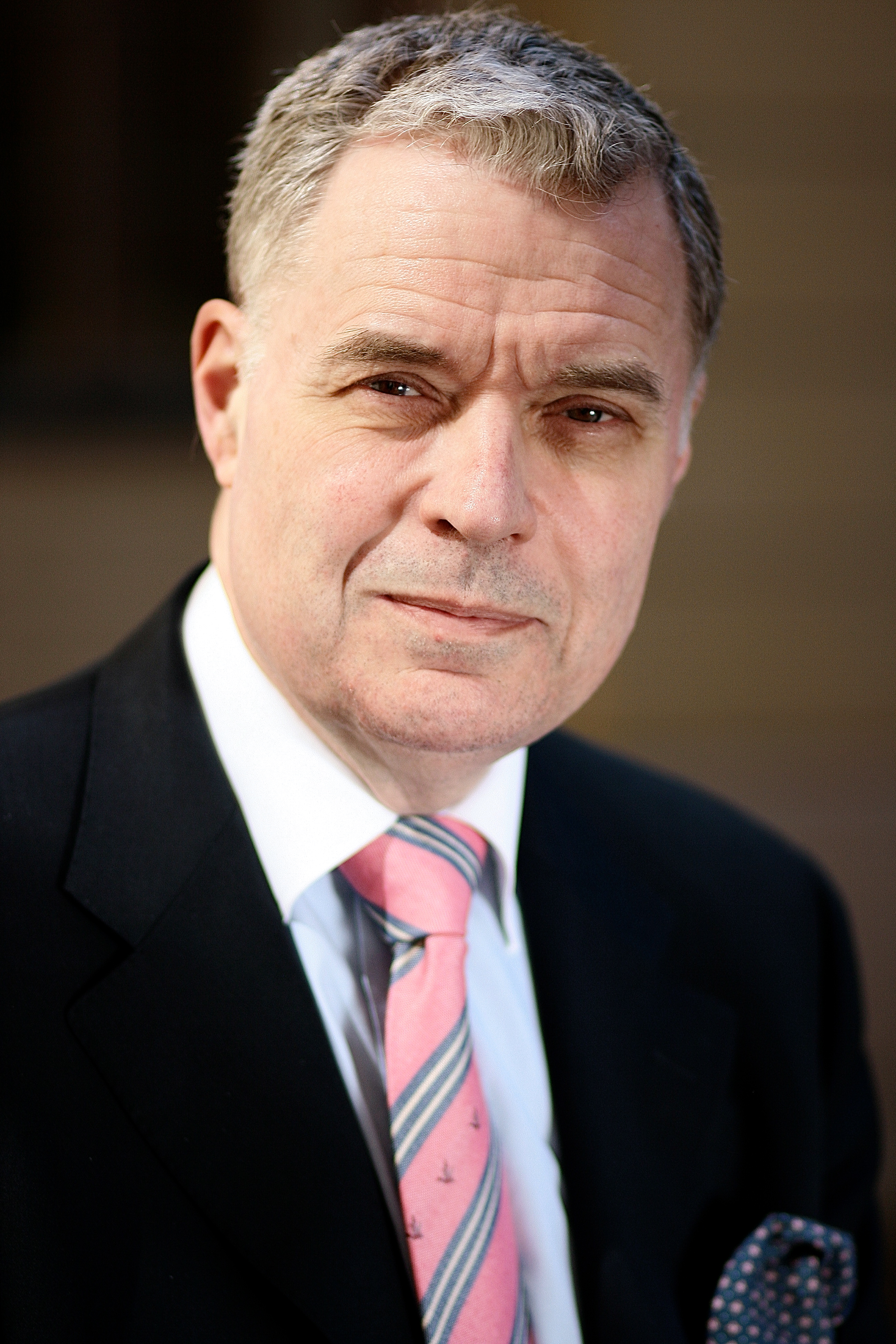
Mats Wallenius 2014.

Mats Wallenius, tidigare Jönsson, född 10 maj 1959 i Osby, är en svensk direktör.

## Biografi
Under åren 1990–1999 och 2007–-2010 var Wallenius direktör och generalsekreterare för Föreningen Norden i Sverige. Parallellt var han även direktör för Kulturfonden för Sverige och Finland, Svensk-norska samarbetsfonden, Svensk-danska kulturfonden och Svensk-isländska samarbetsfonden. De fyra bilaterala fonderna är fristående stiftelser vars styrelser utses av de olika ländernas regeringar.
Under åren 1999–2006 var Wallenius direktör för Nordiska Kulturfonden i Köpenhamn. Nordiska kulturfonden är en fristående mellanstatlig kulturfond mellan de nordiska länderna. Fondens huvudmän är Nordiska rådet och Nordiska ministerrådet.
Åren 2008–2010 ingick Wallenius i regeringens nationalkommitté för Märkesåret 1809.
Sedan 2011 är Mats Wallenius direktör på heltid för den svenska delen av Kulturfonden för Sverige och Finland. Han har samtidigt arbetat med Svensk-norska samarbetsfonden under åren 2011–2020.
Wallenius är en av initiativtagarna till Tandem Forest Values, en av Sveriges två officiella gåvor till Finland i sambandet med Finlands 100-årsjubileum.

### Förtroendeuppdrag
Under år 2008 – 2013 var Wallenius ledamot av styrelsen för Statens kulturråd och under åren 2016–2020 styrelseledamot i Kungliga Konsthögskolan. Sedan 2016 är han också ledamot i styrelsen för Nordiska akvarellmuseet.

## Utmärkelser och priser
- Kommendör av Norska förtjänstorden (10 juni 2020)[16]
- Riddartecknet av I klass av Finlands Lejons orden (2010)[17]
- Förtjänstmedalj av Kulturfonden för Sverige och Finland[18]
- Samfundet för Sverige och Finland -  Årets främjare 2013 tillsammans med Gunvor Kronman[19]

## Familj
Mats Wallenius är sedan år 2001 gift med konstnären Raija Wallenius.